# Biegus malutki
Biegus malutki (Calidris minuta) – gatunek małego ptaka wędrownego z rodziny bekasowatych (Scolopacidae). Nie jest zagrożony wyginięciem. Nie wyróżnia się podgatunków.

## Występowanie
Obszary lęgowe ciągną się od północnej Skandynawii przez południową Nową Ziemię, północno-zachodnią i północno-centralną Syberię po Wyspy Nowosyberyjskie i Janę. Zimowiska znajdują się na obszarze od basenu Morza Śródziemnego i Afryki przez Półwysep Arabski i Zatokę Perską na wschód po subkontynent indyjski i Mjanmę. Nieliczne osobniki zimują w południowo-wschodniej Wielkiej Brytanii i na Madagaskarze. Sporadycznie ptaki te zalatują aż do Australii.
W Polsce regularnie, ale niezbyt licznie pojawia się na przelotach na terenie całego kraju, głównie jesienią. Na wiosennych przelotach znacznie rzadszy, nieco liczniejszy na wschodzie kraju.

## Morfologia

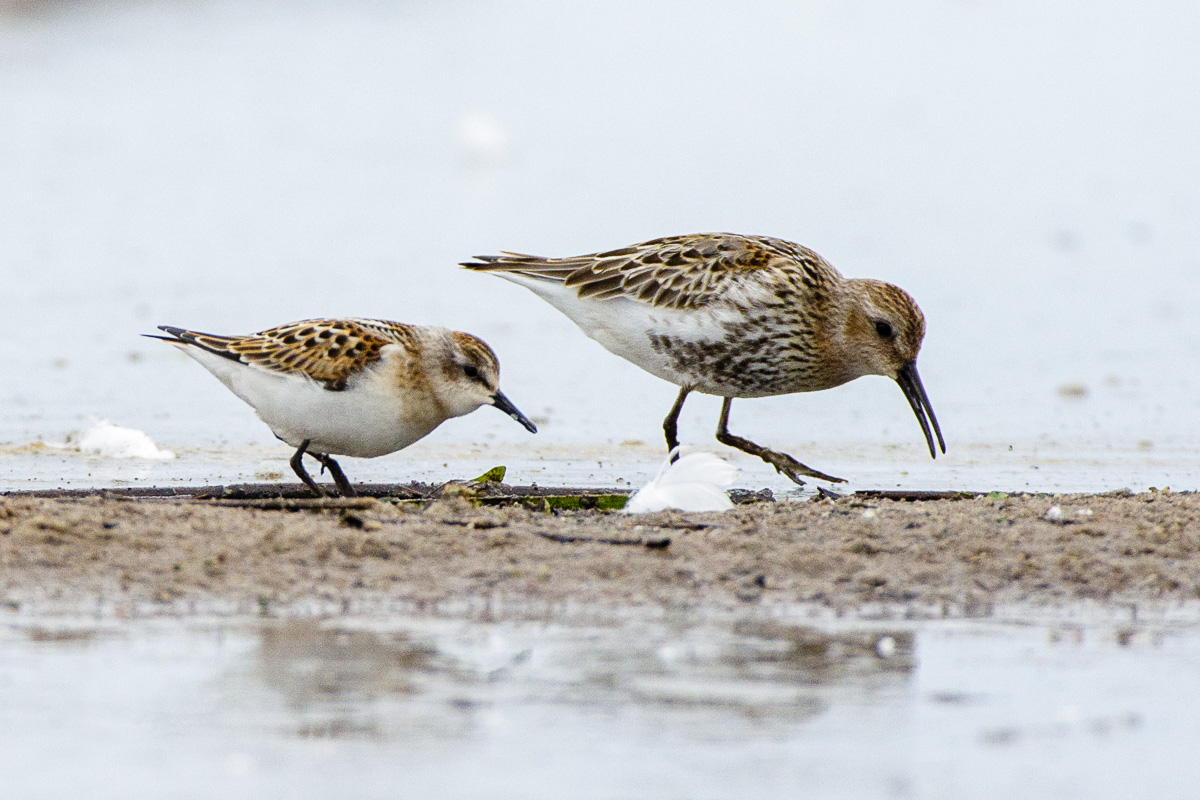
Biegus malutki (na lewo) i biegus zmienny w ujściu Redy do Zatoki Puckiej

WyglądMały, krępy siewkowiec posiadający krótki tułów (u biegusa małego ogon wystaje za końce skrzydeł), poza tym nieco mniejszy. Dziób czarny, prosty, lekko zakrzywiony na końcu. Nogi czarne, ale ubrudzone np. błotem mogą wydawać się jaśniejsze (u biegusa małego żółtawe). Dorosłe osobniki latem i wiosną mają rdzawy lub pomarańczowy grzbiet, głowę i pierś o zmiennej intensywności, samce zazwyczaj mają intensywniejsze barwy. Brew rozdwojona. Grzbiet posiada wzór przypominający łuskowanie. Ponadto na grzbiecie znajduje się linia przypominająca literę „V”. Dorosłe zimą są szare z białymi brzegami piór na wierzchu, spód biały, boki piersi szare. Młode noszące szatę juwenalną charakteryzują się rdzawo-białym wzorem na grzbiecie oraz pomarańczowym nalotem na boki szyi.
Wymiary średnie
- długość ciała 12–14 cm, według niektórych autorów do 15,5 cm
- rozpiętość skrzydeł 28–31 cm
- masa ciała 17–44 g

## Ekologia i zachowanie
BiotopW sezonie lęgowym środowiskiem życia tych ptaków jest arktyczna tundra położona na nizinach. W zachodniej części zasięgu biegusy malutkie były jednak notowane powyżej 1000 m n.p.m. Preferują suche tereny z karłowatymi wierzbami przylegające do bagien oraz obszarami, w których mchy i cibory poprzetykane są tufurami z bażynami (Empetrum). Na zimowiskach przebywają na wybrzeżu, na przykład w estuariach na połaciach piasku czy błota, w zamkniętych lagunach, przy nadbrzeżnych strumieniach i na solniskach. Spotykane są również w interiorze na podmokłych terenach, na przykład polach ryżowych.
WędrówkiBiegusy malutkie wędrują nocą. Podczas przelotów można obserwować je w głębi kontynentu europejskiego od sierpnia do października. W trakcie wędrówki zatrzymują się na błotnistych brzegach różnych zbiorników wodnych, brzegi rzek, pojawiające się okresowo zbiorniki wodne i wybrzeża.
GniazdoNa ziemi. Ma formę zagłębienia w suchym podłożu, skąpo wyściełanego, niekiedy kilkoma listkami. Przeważnie gniazdo znajduje się na terenie otwartym, czasami tylko pod osłoną roślinności.

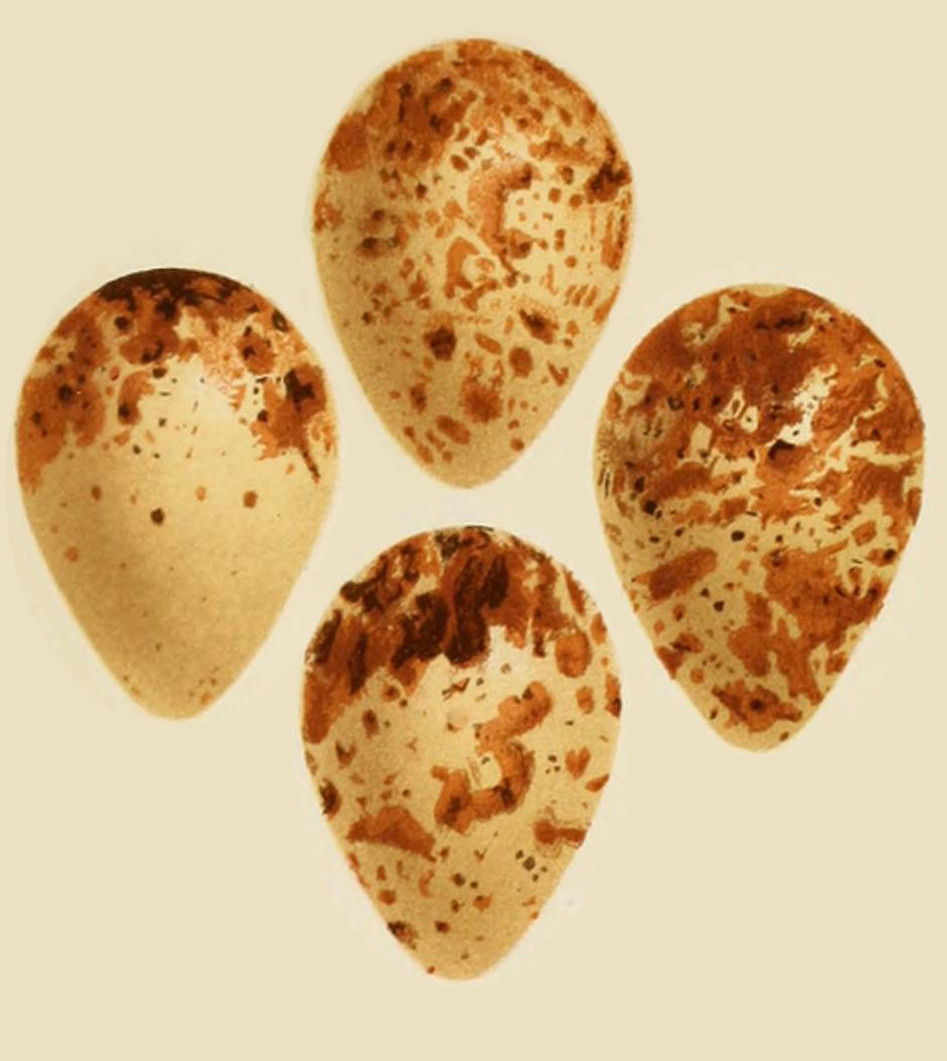
Jaja na ilustracji z czasopisma „Ibis” (1876)

JajaSkładają w czerwcu–lipcu 4 jaja. Ich skorupka jest oliwkowa lub płowa, zdobiona ciemnymi plamkami. Średnie wymiary: 29 na 20,7 mm (liczby zmierzonych jaj nie podano).
WysiadywanieJaja wysiadywane są przez okres około 20 dni przez obydwoje rodziców. Zdarzają się jednak przypadki poligamii, zarówno wśród samców, jak i samic.
PożywienieBezkręgowce. Poszukują ich zarówno za dnia, jak i nocą. Skład pożywienia zmienia się sezonowo. W sezonie lęgowym polegają głównie na dorosłych i larwach muchówek (Diptera), w szczególności larwy komarów i koziułkowatych. Poza sezonem lęgowym biegusy malutkie mają bardziej urozmaiconą dietę, zawiera również mrówki, błonkoskrzydłe (Hymenoptera), różne owady wodne, pierścienice, niewielkie mięczaki, skorupiaki, wodopójki, chrząszcze i materię roślinną.

## Status i ochrona
Międzynarodowa Unia Ochrony Przyrody (IUCN) uznaje biegusa malutkiego za gatunek najmniejszej troski (LC, Least Concern) nieprzerwanie od 1988 roku. Organizacja Wetlands International w 2015 roku szacowała liczebność światowej populacji na około 1,5–1,6 miliona osobników. Trend liczebności populacji uznawany jest za wzrostowy. Na południowo-wschodnim wybrzeżu Indii ptakom tym zagraża nielegalny odłów, przekształcanie środowiska przez przemysł solny. W Walvis Bay (Namibia) zimowiska biegusów malutkich są niszczone między innymi przez rozwój przedmieść i portów, do tego ptaki niepokojone są przez turystów. Biegusy malutkie są podatne na ptasią malarię oraz botulizm.
W Polsce podlega ścisłej ochronie gatunkowej.